# Escuela nacional superior de mecánica y microtecnología
La Escuela nacional superior de mecánica y microtecnología, (en francés École nationale supérieure de mécanique et des microtechniques, ENSMM) es una escuela de ingeniería de Francia.
Está ubicada en Besanzón, formando parte de la comunidad universitaria de la Universidad de Borgoña-Franco Condado. También es miembro del Polyméca y de la conferencia de Grandes Escuelas. Forma principalmente ingenieros en relojería y microtecnología de muy alto nivel, destinados principalmente para el empleo en las empresas.

## Diplomado ENSMM

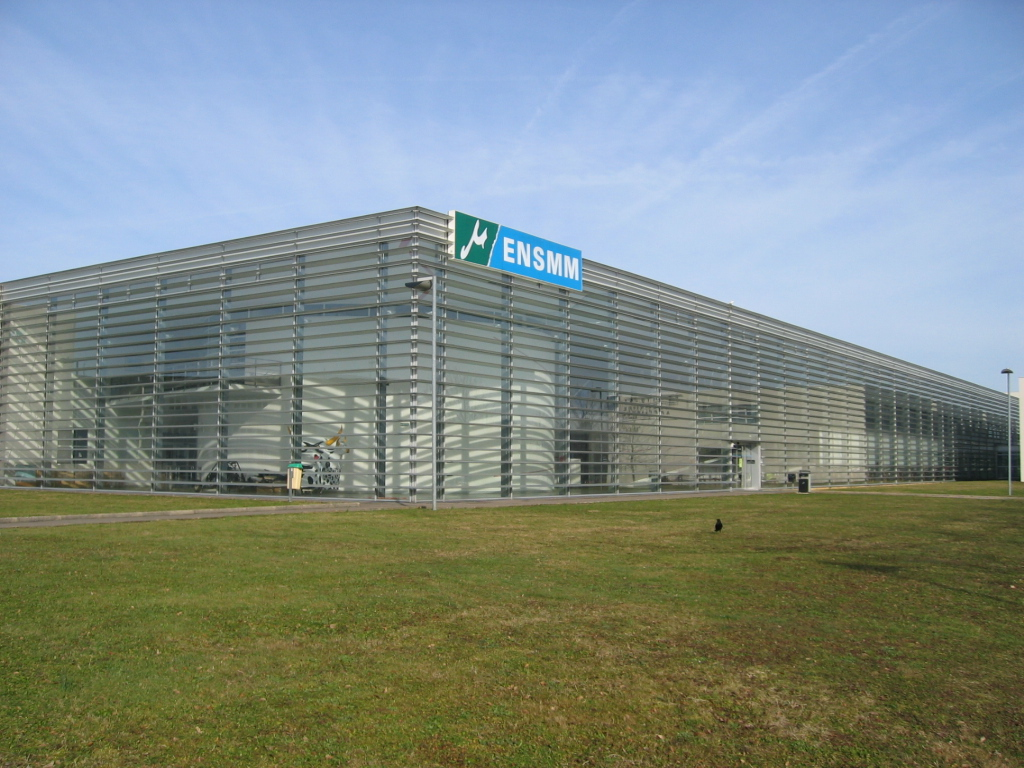
ENSMM

En Francia, para llegar a ser ingeniero, se puede seguir la fórmula "dos más tres", que está compuesta de dos años de estudio de alto nivel científico (las clases preparatorias) y tres años científico-técnicos en una de las Grandes Escuelas de ingenieros. El acceso a éstas se realiza, al final de las clases preparatorias, a través de un concurso muy selectivo. 
- Master of Science
- PhD

## Tesis doctoral ENSMM
Laboratorio y Doctorados de investigación
- Sistemas automáticos y micro-mecatrónicos
- Tiempo-frecuencia
- Mecánica aplicada
- Micro-nanociencias y sistemas